# Cunha (Paredes de Coura)
Cunha é uma povoação portuguesa sede da Freguesia de Cunha do Município de Paredes de Coura, freguesia com 11,75 km² de área e 459 habitantes (censo de 2021). A sua densidade populacional é 39,1 hab./km².

## Demografia
A população registada nos censos foi:
| Ano  | 0-14 Anos | 15-24 Anos | 25-64 Anos | > 65 Anos |
| 2001 | 75        | 95         | 246        | 126       |
| 2011 | 72        | 58         | 280        | 119       |
| 2021 | 42        | 44         | 262        | 111       |